# Вейде, Адам Адамович
Ада́м Ада́мович Ве́йде (1667 — 26 июня (7 июля) 1720) — генерал-аншеф русской службы, сподвижник Петра I.

## Биография
Родился в 1667 году в семье немецкого полковника, находившегося с 1661 года на русской службе и жившего в Немецкой слободе.
Службу начал в потешных войсках. В чине майора Преображенского полка участвовал в Кожуховских манёврах (1694) и обоих Азовских походах (1695—1696); руководил инженерными работами при осаде турецкой крепости Азов. По окончании кампании Пётр I поручил ему посетить Прибалтику, Пруссию, Австрию и Голландию, чтобы сообщить о прибытии русского Великого посольства, в составе которого был сам царь. Вейде посетил также Англию, где сообщил королю Вильгельму III о блистательной победе боярина А. С. Шеина над турками. В ходе этой поездки Вейде ознакомился с постановкой военного дела в европейских государствах и в 1698 году представил Воинский устав (т. н. Устав Вейде), который в течение нескольких лет служил руководством для русской армии и был использован при разработке воинского устава Петра Великого.
После смерти Ф. Лефорта в марте 1699 года принял в командование Лефортовский полк и пожалован в бригадир-генералы. При учреждении регулярной армии Указом от 11 июня 1700 года Пётр I «указал ему быть в генералах и ведать выборный полк генерала адмирала Франца Яковлевича Лефорта». Вейде получил приказ сформировать «генеральство» (дивизию) из Генеральского Лефортовского полка, драгунского и восьми новонабранных пехотных полков. Командуя своей дивизией в битве при Нарве (1700), он отбил все атаки шведов, но по приказу князя Долгорукова сдался в плен и был отвезён в Стокгольм, где пробыл до 1710 года, когда его обменяли на шведского коменданта Риги генерала Нильса Стромберга.
По возвращении в Россию в 1711 году Вейде снова возглавил дивизию и участвовал в неудачном Прутском походе. Позже действовал против шведов в Финляндии. Адам Вейде командовал авангардом русской флотилии при прорыве у мыса Гангут 27 июля 1714 года. В тот же день он возглавил нападение на блокированный в Рилакс-фьорде шведский отряд контр-адмирала Эреншёльда, об успехе которого лично докладывал руководившему Гангутским сражением Петру I; 9 сентября 1714 года награждён орденом Св. Андрея Первозванного.
Сенатор  с 1717 года; с декабря 1717 года был президентом Военной коллегии.
Умер 26 июня (7 июля) 1720 года. Хотя он был лютеранином, Пётр I приказал похоронить его на Лазаревском кладбище Александро-Невской лавры и лично присутствовал на похоронах.